# Denkmal

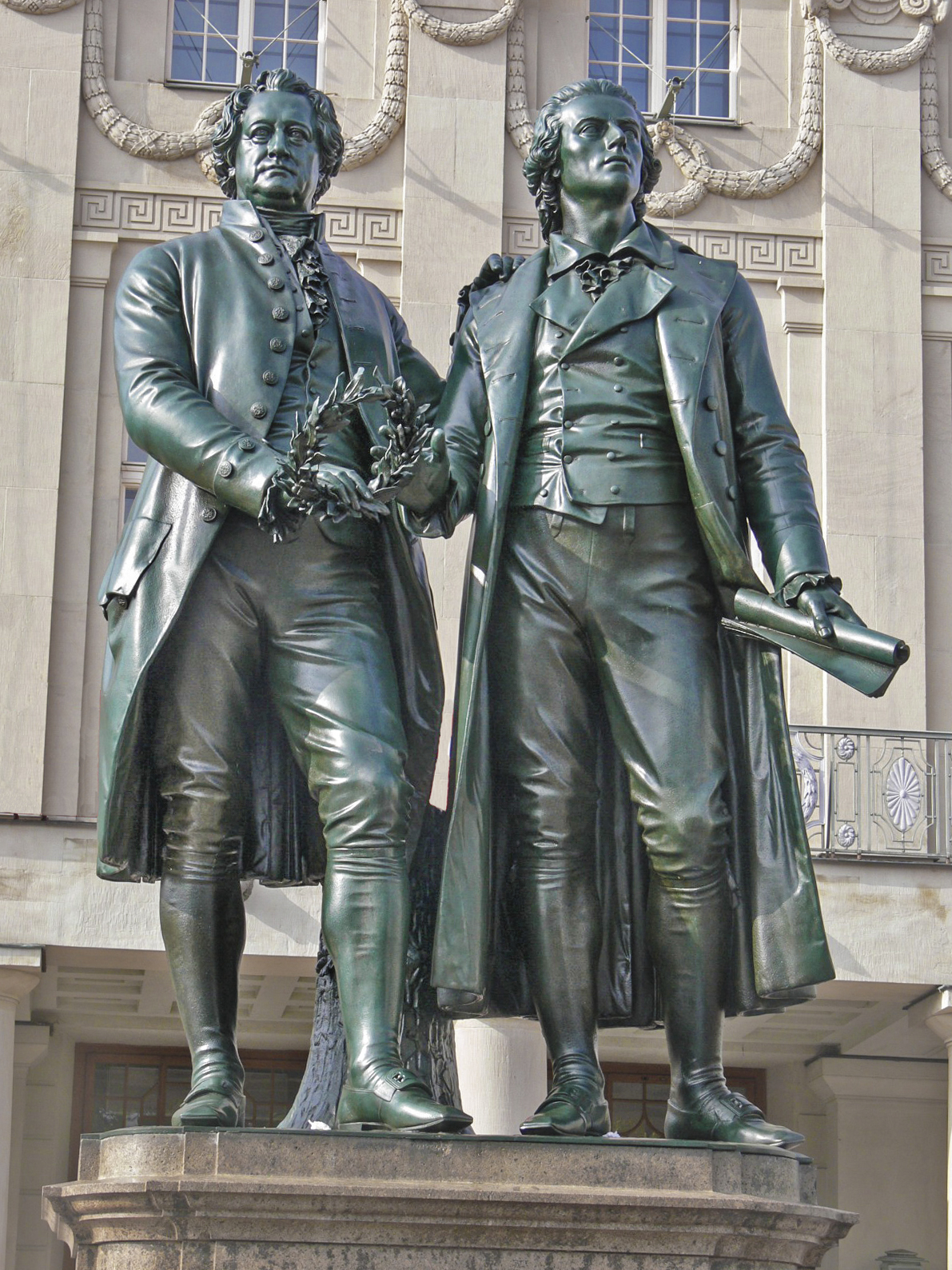
Beim Goethe-Schiller-Denkmal treffen beide Wortbedeutungen zu: Es ist ein zum Zweck des Gedenkens errichtetes Denkmal und zugleich ein Kulturdenkmal (Zeugnis der Kulturgeschichte), das als solches unter Denkmalschutz steht

Ein Denkmal (Mehrzahl: Denkmäler oder Denkmale) ist im allgemeinen Sprachgebrauch laut Duden:
- entweder eine „zum Gedächtnis an eine Person oder ein Ereignis errichtete, größere plastische Darstellung; ein Monument“ → siehe Denkmal (Gedenken)
 Hierzu gehören unter anderem die Begriffe Triumphbogen,  Kriegerdenkmal, Ehrenmal, Monument, Mahnmal,  Erinnerungskultur.

- oder ein „erhaltenes [Kunst]werk, das für eine frühere Kultur Zeugnis ablegt“ → siehe Kulturdenkmal
 Hierzu gehören unter anderem die Begriffe Baudenkmal, Bodendenkmal, Kulturgut, Weltkulturerbe, Denkmalschutz.

Bei zahlreichen Denkmalen treffen beide Wortbedeutungen gleichzeitig zu: Sie wurden zum Zweck des Gedenkens errichtet – und sie gelten als „Zeugnis der kulturellen Entwicklung der Menschheit“, sie sind deshalb auch Kulturdenkmale.
Das Naturdenkmal ist eine weitere Kategorie, die aber im Duden nur als separater Eintrag und nicht unter Denkmal aufgeführt wird.

## Begriffsgeschichte
Das Wort Denkmal lässt sich erstmals in den Schriften Martin Luthers nachweisen, wo es die Bedeutung „Gedächtnisstütze“ hat. Luther verwendet es als Übersetzung für das griechische mnemosynon und das lateinische monumentum (lat. monēre = „gemahnen“, „erinnern“). Der Begriff bürgerte sich ohne eine allgemeingültige Definition ein und konnte im Extremfall jeden Gegenstand bezeichnen, der ein allgemeineres Interesse auf sich zieht.
Bis ins 19. Jahrhundert wurde die Bezeichnung synonym mit Monument verwendet, während heute mit letzterem vor allem große Denkmäler bezeichnet werden (und das Adjektiv monumental bezeichnet heute in erster Linie gewaltige und eindrucksvolle Objekte).
Seit dem frühen 19. Jahrhundert wird der Begriff Denkmal unterteilt in ein Denkmal im engeren Sinne (das für eine Person oder Ereignis errichtete Erinnerungsmal) und ein Denkmal im weiteren Sinne (der kulturgeschichtlich bedeutsame Gegenstand). Das Conversations-Lexikon oder Enzyklopädisches Handbuch für gebildete Stände von 1816 begründete diese Differenzierung, die über Alois Riegl bis in die heutige Wissenschaftsliteratur tradiert wurde.
Im heutigen Sprachgebrauch kann die Definition je nach Fachbereich und Betrachtungsweise unterschiedlich sein. In der Literatur wird die Heterogenität des Begriffs hervorgehoben. Grundsätzlich werden heute „Denkmale“ zum Zweck der Erinnerung von „Denkmalen“ im Sinne von Kulturerbe und Denkmalschutz unterschieden, auch wenn es Denkmale gibt, auf die beides gleichzeitig zutrifft.

## Naturdenkmale
Ein Naturdenkmal ist ein natürlich entstandenes Landschaftselement, das unter Naturschutz gestellt ist. Für Naturdenkmale mit großer Fläche wird auch die Bezeichnung Naturmonument verwendet. Im Jahr 2010 wurde im Bundesnaturschutzgesetz die neue Kategorie Nationales Naturmonument eingeführt.
Eine Kaisereiche kann als Naturdenkmal geschützt sein (z. B. die Kaisereiche in Berlin-Friedenau). Abhängig vom jeweils gültigen Denkmalschutzgesetz ist auch ein Schutz als Kulturdenkmal möglich (Beispiel: die Kaisereiche bei Barsinghausen).
Werke der Gartenkunst wie Barockgärten oder Landschaftsgärten werden nicht als Naturdenkmal geschützt. Sie werden gegebenenfalls als Kulturdenkmal geschützt (z. B. der Fürst-Pückler-Park Bad Muskau) oder als Bestandteil eines Kulturdenkmals (z. B. der Schlosspark Schönbrunn als Teil des geschützten Ensembles Schloss und Park Schönbrunn).